# Монако на Чемпіонаті світу з водних видів спорту 2015
Монако взяла участь у Чемпіонаті світу з водних видів спорту 2015, який пройшов у Казані (Росія) від 24 липня до 9 серпня.

## Стрибки у воду
Монегаські спортсмени кваліфікувалися на змагання з індивідуальних стрибків у воду.
Чоловіки
| Спортсмен       | Дисципліна        | Попередні змагання | Попередні змагання | Півфінали       | Півфінали       | Фінал           | Фінал           |
| Спортсмен       | Дисципліна        | Очки               | Місце              | Очки            | Місце           | Очки            | Місце           |
| --------------- | ----------------- | ------------------ | ------------------ | --------------- | --------------- | --------------- | --------------- |
| Ян-Сорен Кабйош | Трамплін, 3 метри | 261.35             | 58                 | Завершив виступ | Завершив виступ | Завершив виступ | Завершив виступ |

## Плавання
Монегаські плавці виконали кваліфікаційні нормативи в дисциплінах, які наведено в таблиці (не більш як 2 плавці на одну дисципліну за часом нормативу A, і не більш як 1 плавець на одну дисципліну за часом нормативу B):
Чоловіки
| Спортсмен | Дисципліна           | Попередній заплив | Попередній заплив | Півфінал        | Півфінал        | Фінал           | Фінал           |
| Спортсмен | Дисципліна           | Час               | Місце             | Час             | Місце           | Час             | Місце           |
| --------- | -------------------- | ----------------- | ----------------- | --------------- | --------------- | --------------- | --------------- |
| Тео Шіабо | 200 м вільним стилем | 2:04.59           | 78                | Завершив виступ | Завершив виступ | Завершив виступ | Завершив виступ |

Жінки
| Спортсменка     | Дисципліна   | Попередній заплив | Попередній заплив | Півфінал         | Півфінал         | Фінал            | Фінал            |
| Спортсменка     | Дисципліна   | Час               | Місце             | Час              | Місце            | Час              | Місце            |
| --------------- | ------------ | ----------------- | ----------------- | ---------------- | ---------------- | ---------------- | ---------------- |
| Клаудія Вердіно | 100 м брасом | 1:19.85           | 61                | Завершила виступ | Завершила виступ | Завершила виступ | Завершила виступ |